# Simon Jensen
 Der er flere personer med dette navn, se Simon Jensen (flertydig).
Simon K. Jensen (født 3. februar 1973) er en dansk født musiker, komponist og forfatter. Han er fløjtenist i flere forskellige konstellationer og driver sit eget band, Simon Jensen Band. Han er søn af kunstneren Steen Krarup Jensen og bror til forfatteren Anna Krarup Jensen. Han bor til dagligt i Gøteborg.
I perioden mellem 1997 og 2002, var han fast medlem i bandet Grovjobb, som i denne periode udgav tre album. I januar 2005 udkom debutpladen All You Can Eat med hans eget band på pladeselskabet Blue Beat Productions.
Jensen debuterede i 2009 som forfatter med digtsamlingen Skärmen. I december 2011 udkom hans anden digtsamling, Fingret.

## Diskografi
- Landet Leverpastej, Grovjobb (Garageland Records, 1998)
- Vättarnas Fest, Grovjobb (Garageland Records, 2000)
- Under Solen Lyser Solen, Grovjobb (Garageland Records, 2002)
- All You Can Eat, Simon Jensen Band (Blue Beat Productions, 2005)
- Eileen Live at FolkFest July 2010, Eileen (Eileen Events, 2010)